# مخاضة (معبر)
المَخَاضَة (بالإنجليزية: Ford)‏ مكان ضحل من النهر أو مجرى مائي يسهل خوضه أو السباحة فيه. قد تحدث المخاضة بشكل طبيعي أو يتم بناؤها. قد تكون الأسوار غير سالكة أثناء ارتفاع المياه. معبر المياه المنخفض هو جسر منخفض يسمح بعبور نهر أو مجرى مائي عندما تكون المياه منخفضة ولكن يمكن تغطيته بمياه عميقة عندما يكون النهر مرتفعًا.
وكان الناس في الماضي البعيد يعبُرون الأنهار من هذه الأماكن لضحالتها وسهولة السباحة فيها، كما كان الجنود يضطرون أثناء الحروب إلى العبور من خلالها، خصوصًا إذا انعدمت الجسور أو نسفت.
في المغرب تعرف المخاضة بإسم "مشرع" بفتح الميم و الراء.
و يوجد عدد من هذه المخاضات على أنهار المغرب الكبرى كسبو وأم الربيع وملوية واللوكوس . فعلى سبو هناك مشرع بلقصيري و هي مدينة صغيرة اليوم ، و على أم الربيع هناك مشرع الشعير و مشرع بن عبو ، و على ملوية فكان هناك مشرع حمادي و لكن غمرته مياه سد سمي بإسمه ، و على اللوكوس فمشرع النجمة قرب مدينة القصر الكبير يحمل أهمية تاريخية حيث هناك انهزم الجيش البرتغالي في معركة حاسمة سنة 1578م.
- أما في تونس و شرق الجزائر فيطلق على المخاضة إسم "مجاز". ومن أكثرها شهرة مجاز الباب على نهر المجردة. سيارة تعبر مخاضة فوق نهر صغير

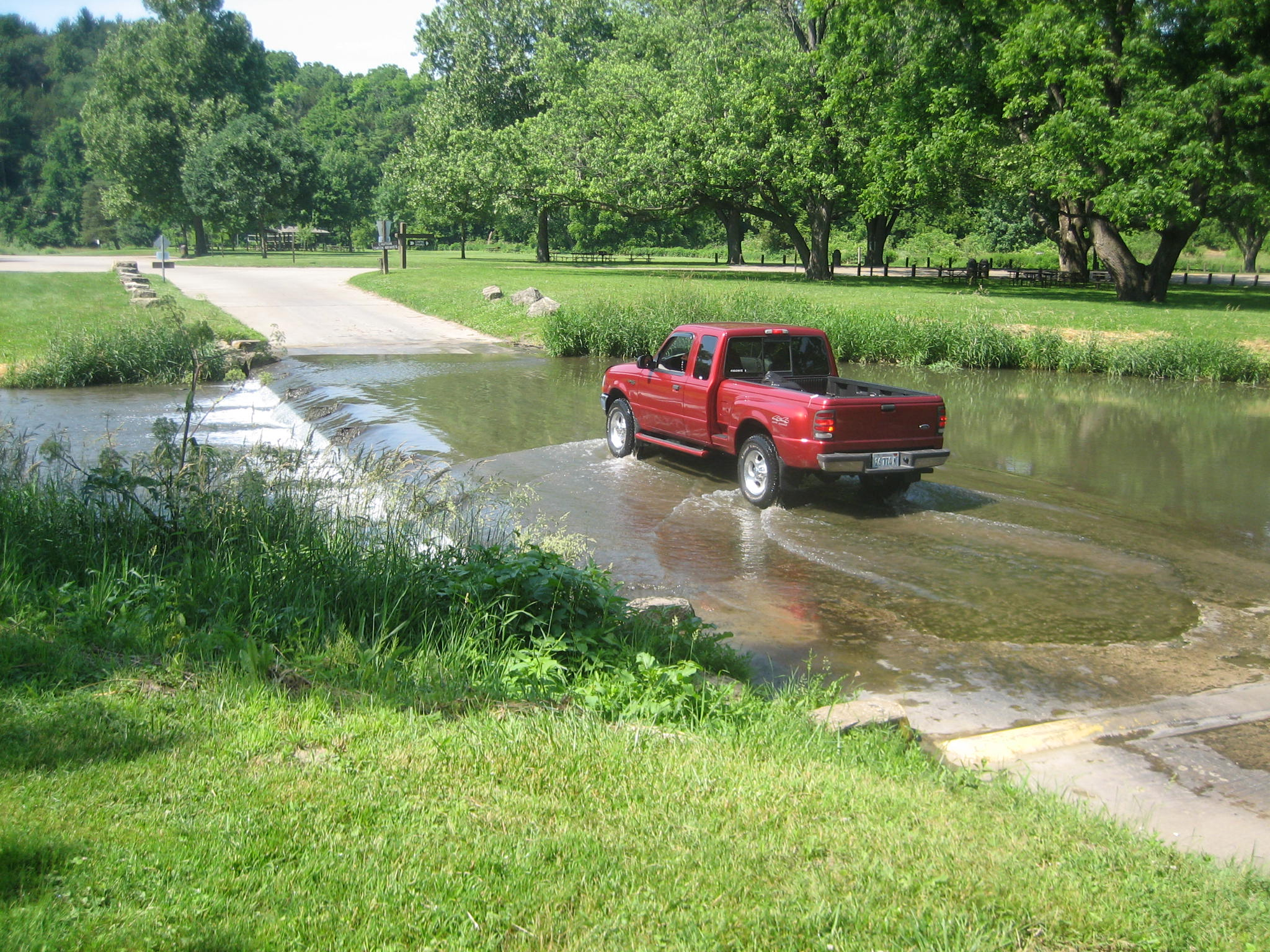
سيارة تعبر مخاضة فوق نهر صغير

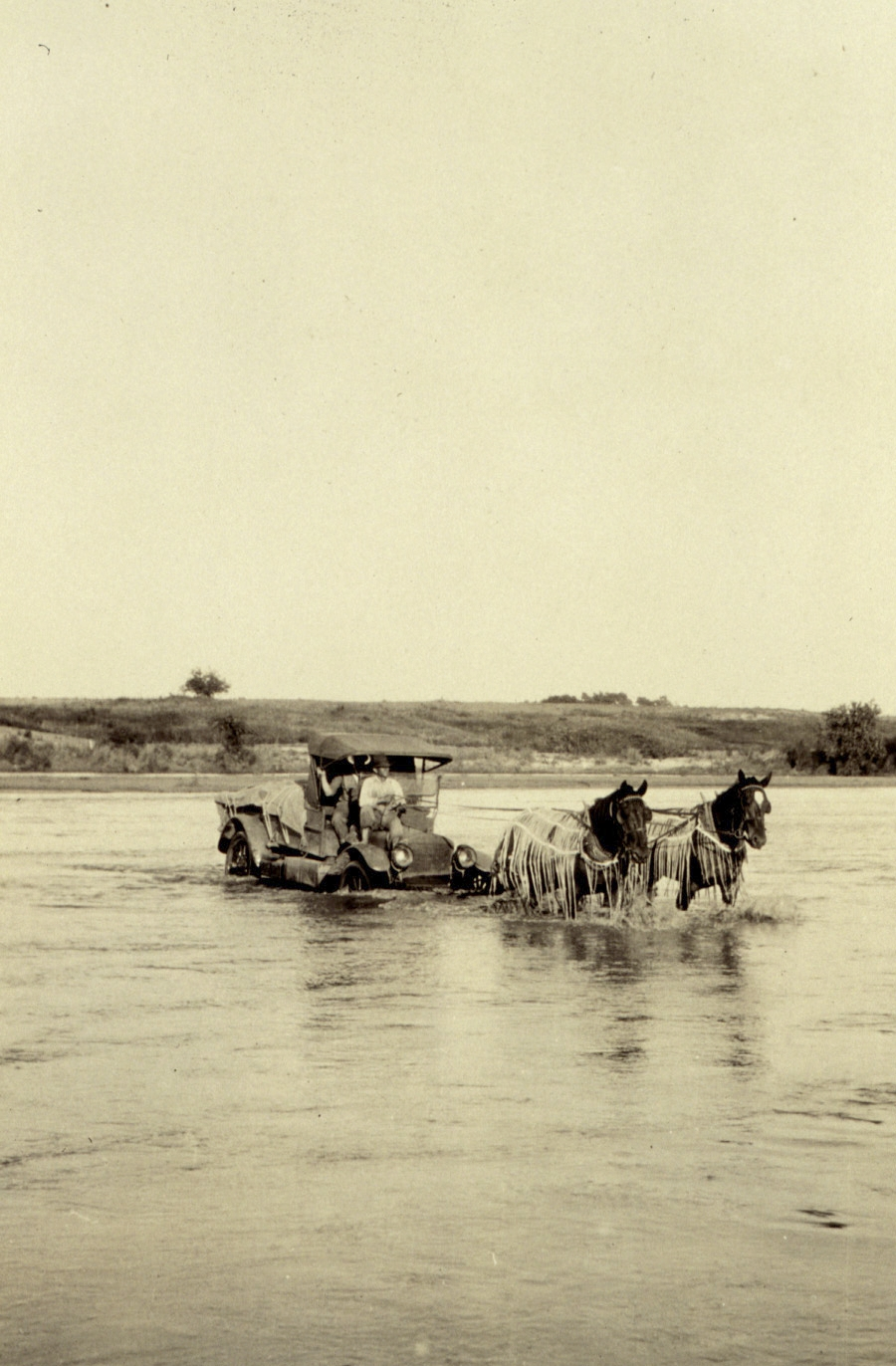
عبور النهر الأحمر بالقرب من غرانيت، أوكلاهوما عام 1921

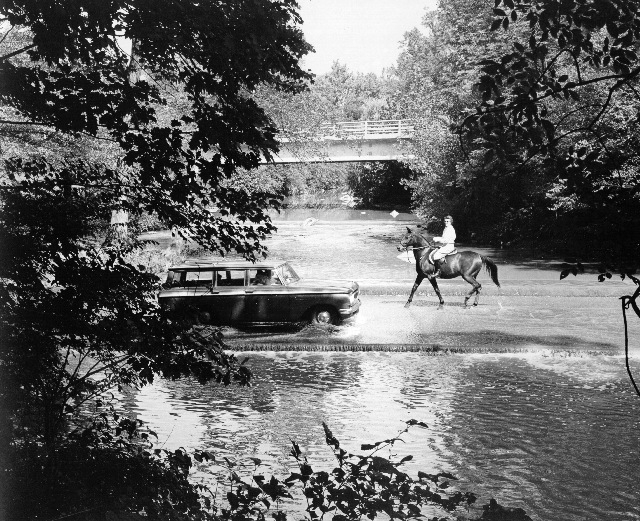
عبور ميلكهاوس فورد عبر روك كريك في عام 1960

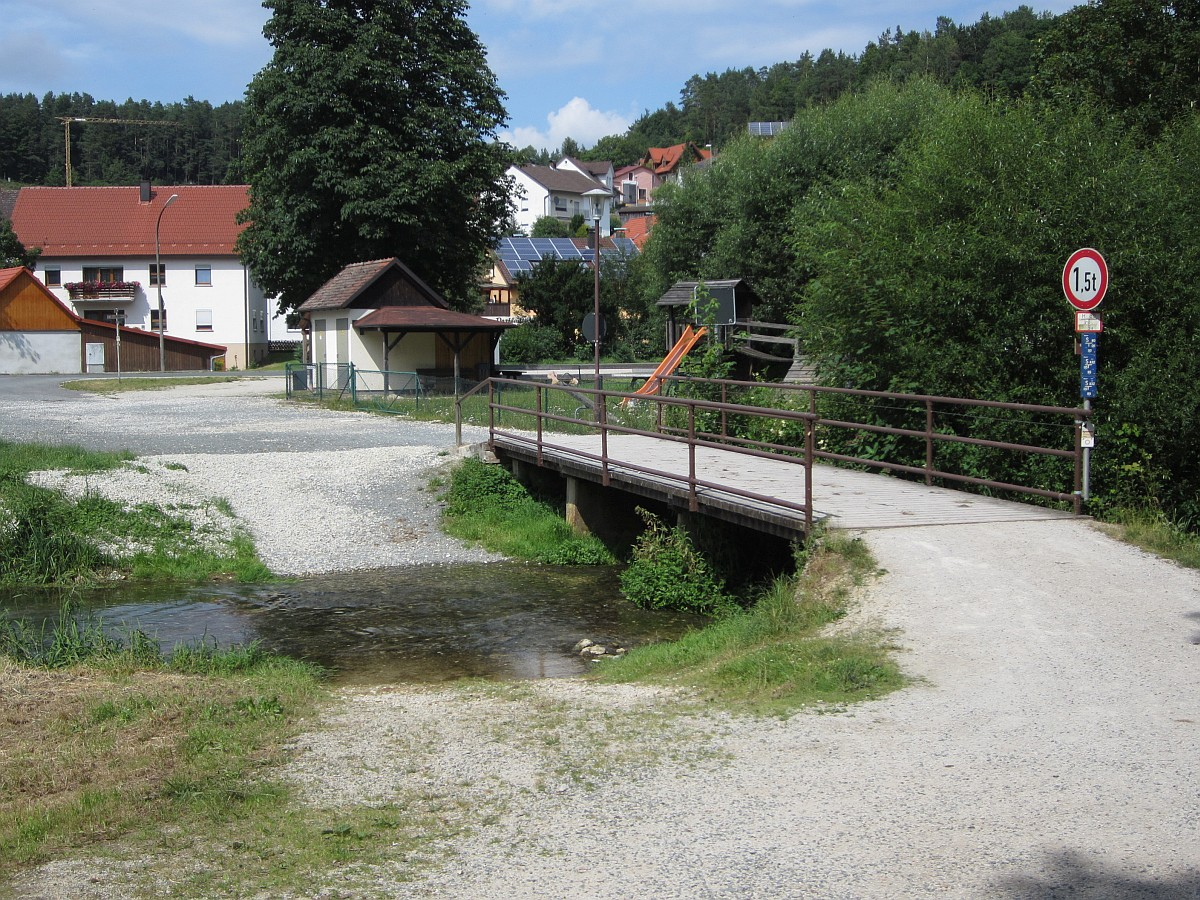
فورد بجوار الجسر الذي يمكنه دعم 1.5 طن فقط في أوفزيس، ألمانيا

## لغة
- مخاضة : موضع الخوض في الماء.[4]
- مخاضة من النهر : موضع قليل الماء يقطعه الناس مشيًا أو ركبانًا.[4]

## الوصف
تعد المخاضة شكلًا أرخص بكثير من الجسر لعبور النهر، ولكنها قد تصبح غير سالكة بعد هطول أمطار غزيرة أو أثناء ظروف الفيضان. لذلك، عادة ما تكون المخاضة مناسبة فقط للطرق الصغيرة جدًا (وللمسارات المخصصة للمشاة وراكبي الخيول وما إلى ذلك.). عادة ما تكون معظم المخاضات الحديثة ضحلة بما يكفي لاجتيازها بواسطة السيارات والمركبات الأخرى ذات العجلات أو المجرورة (وهي عملية تعرف باسم "fording").
يوجد في المملكة المتحدة أكثر من 2000 مخاضة، ومعظمها لا يملك أي وسيلة لمنع المركبات من العبور عندما تجعل المياه غير سالكة. وفقًا لجمعية البريطانية للسيارات ‏، فإن العديد من أعطال المركبات المرتبطة بالفيضانات تقع في المخاضات.
في نيوزيلندا، المخاضات هي جزء طبيعي من الطرق الرئيسية، بما في ذلك، وحتى عام 2010، الطريق السريع 1 على الساحل الشرقي في الجزيرة الجنوبية. نظرًا لأن معظم الركاب المحليين بين المدن يسافرون عن طريق الجو وبقدر ما تمر البضائع عن طريق البحر، فإن حركة المرور على الطرق لمسافات طويلة منخفضة وبالتالي فإن المخاضات تعد ضرورة عملية  لعبور الأنهار الموسمية. في الطقس الجاف، يصبح السائقون على دراية بوجود المخاضة عن طريق سحق مخلفات المياه على الطريق. يمكن بناء جسر بيلي قبالة الخط الرئيسي للطريق لحمل حركة المرور في حالات الطوارئ أثناء ارتفاع منسوب المياه.
في الأماكن التي تكون فيها المياه ضحلة بدرجة كافية، ولكن المواد الموجودة على قاع النهر لن تدعم المركبات الثقيلة، يتم تحسين المخاضات أحيانًا عن طريق بناء أرضية خرسانية مغمورة. في مثل هذه الحالات، غالبًا ما يتم وضع كابح على جانب المصب لمنع المركبات من الانزلاق، لأن نمو الطحالب غالبًا ما يجعل الأرضية زلقةً جدًا. قد تُجهز المخاضة أيضًا بعمود يشير إلى عمق الماء، بحيث يمكن للمستخدمين معرفة ما إذا كانت المياه عميقة جدًا لمحاولة العبور. يحتوي بعضها على جسر للمشاة مجاور بحيث يمكن للمشاة عبور الرصيف الجاف.
كانت المخاضة في بعض الأحيان السبيل الوحيد للعبور، كما هو الحال في ميلكهاوس في روك كريك في واشنطن العاصمة، ولكن استبدل الاستخدام المنتظم لهذه المخضات بالجسور.

## أمثلة
- مخاضة يبوق (ذكرت في التوراة).